# 굴마르스플란역
굴마르스플란(스웨덴어: Gullmarsplan) 역은 스톡홀름 쇠데르오르트 지구에 있는 스톡홀름 지하철 그뢰나 선의 역이다. 1950년 개업하였으며, T17, T18호선과 T19호선의 분기역이다. T17/T18호선 및 T19호선의 승강장은 분리되어 있다. 요하네스호브베옌 및 버스 터미널 쪽에 출구가 있으며, 과거에는 글로벤 방면 출구도 존재하였다.
쇠데르오르트 지구에서 가장 크고 바쁜 도시 철도역이다. 2009년 겨울 승차량은 1일 35800명이었으며, 이 중 8600명은 트베르 선 승차자이다. 레이프 티에르네드(Leif Tjerned)가 역의 디자인을 맡았으며, 1995년과 1997년에 설치되었다. 승강장 천장에는 네온 상자가 설치되어 있고, 벽 조각상은 도색된 알루미늄 소재이다. 남쪽으로 가는 열차 승강장의 구조물은 도색된 철로 만들어졌으며, 작품 제목은 "Zenith"이다.
승강장 구조는 다음과 같다.
| ↑ 스칸스툴                |
| １２ \| ３４ \|           |
| 셰르마르브링크 · 글로벤 ↓ |

| 1 | 그뢰나 선 | 오셰스호브 · 알비크 방면 (T17, T18)          |
| 2 | 그뢰나 선 | 헤셀뷔 스트란드 방면 (T19)                   |
| 3 | 그뢰나 선 | 학세트라 방면 (T19)                          |
| 4 | 그뢰나 선 | 파르스타 스트란드·스카르프넥 방면 (T17, T18) |

## 참조
1. ↑  “Konsten på stationen”. SL. 2010년 4월 9일. 2014년 2월 23일에 원본 문서에서 보존된 문서. 2010년 7월 5일에 확인함.

## 인접한 역
| 그뢰나 선                     | 그뢰나 선 | 그뢰나 선                                          |
| ----------------------------- | --------- | -------------------------------------------------- |
| 스칸스툴 헤셀뷔 스트란드 방면 | T17 · T18 | 셰르마르브링크 스카르프넥 · 파르스타 스트란드 방면 |
| 스칸스툴 헤셀뷔 스트란드 방면 | T19       | 글로벤 학세트라 방면                               |
| 트베르 선                     |           |                                                    |
| 글로벤 알비크 방면            | L22       | 모르텐스달 시클라 우데 방면                        |